# Pancuran Tujuh

Pancuran Tujuh (center). Lối vào petilasan đến Mbah Atas Angin nằm bên cạnh nó.

Pancuran Tujuh (tiếng Java: Pancuran Pitu, cả hai đều có nghĩa là "Bảy suối") là một suối nước nóng nằm trên sườn của Núi Slamet ở quận Baturraden, Banyumas, Trung Java. Được phát hiện, theo truyền thuyết địa phương, bởi một nhà truyền giáo Hồi giáo tên là Mbah Atas Angin, suối nước nóng và nước lưu huỳnh của nó được coi là có đặc tính chữa bệnh.

## Vị trí

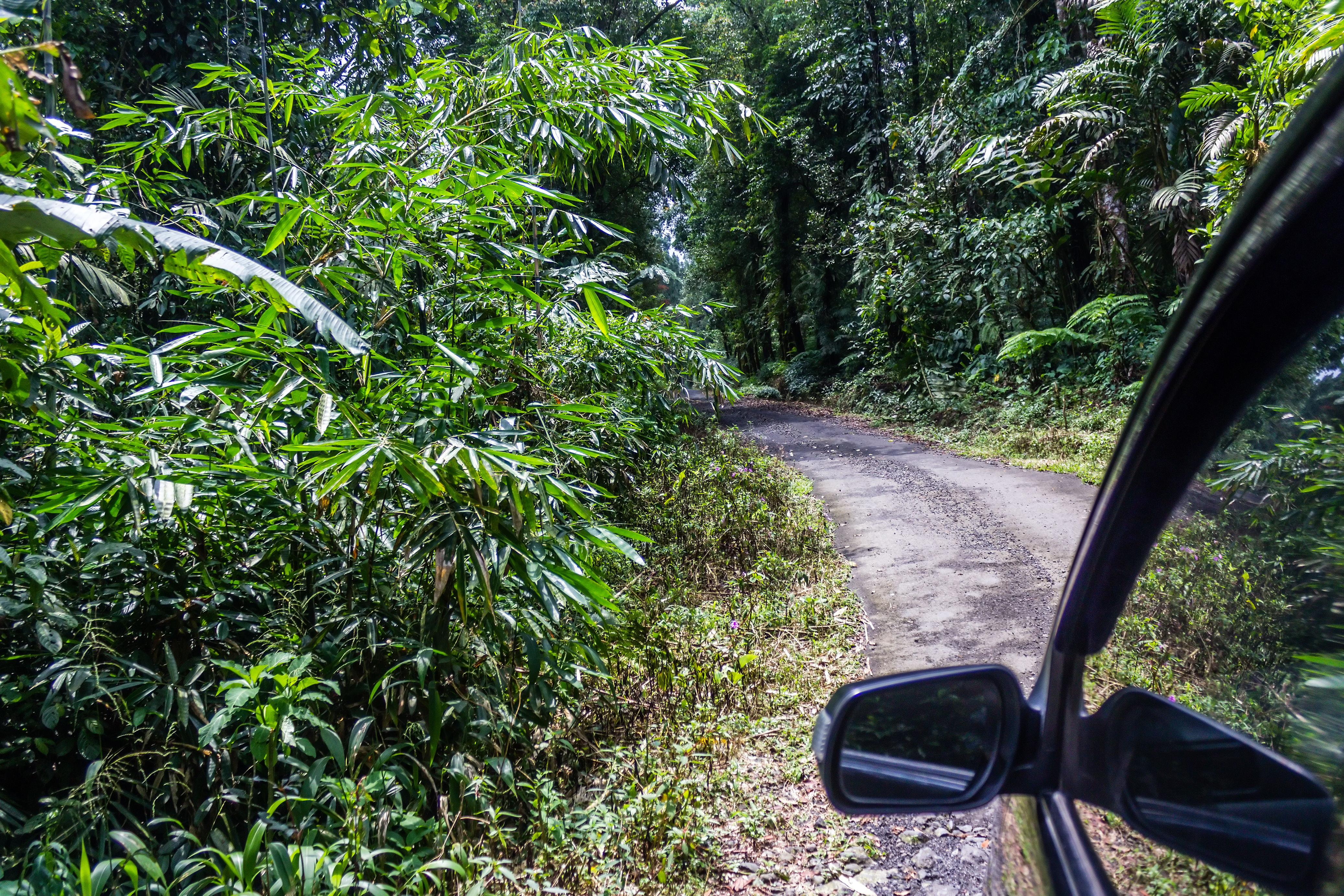
Đường đến Pancuran Tujuh, 2015

Pancuran Tujuh nằm ở làng Kemutug Lor, huyện Baturaden, Banyumas, Trung Java, Giữa một rừng thông trên sườn núi Núi Slamet. Nó tọa lạc khoảng 2,5 kilômét (1,6 mi) về phía tây Khu nghỉ dưỡng Baturraden, và khoảng 15 kilômét (9,3 mi) phía bắc thành phố Purwokerto.
Có thể truy cập suối nước nóng bằng con đường trải nhựa, tuy nhiên, kể từ năm 2015, nó ở trong tình trạng tồi tệ và do đó, du khách thường đi xe máy hơn ô tô.. Bạn cũng có thể truy cập Pancuran Tujuh bằng cách 5 đi bộ qua khu nghỉ mát Baturraden. Từ bãi đậu xe khu vực, du khách phải xuống khoảng 200 bước (một khoảng cách300 mét (980 ft)) to reach the springs.

## Lịch sử
Theo truyền thuyết địa phương, một người đàn ông tên Syekh Maulana Maghribi (được biết đến với tên địa phương là Mbah Atas Angin [Ông nội từ những cơn gió] khi ông đến một khoảng cách rất xa) đã phát hiện ra những con suối. Đi thuyền tới Gresik trên Java tới truyền bá đạo Hồi, anh và một người đi theo phát hiện ra một ánh sáng kỳ lạ. Họ theo nó đến Pemalang, sau đó tiến lên đất liền. Tuy nhiên, Maghribi bị bệnh với một tình trạng da kỳ lạ, và nhận được mộng báo rằng ông phải leo lên những ngọn núi phía nam để điều trị. Ở đó, anh ta tìm thấy bảy con suối, mà anh ta đặt tên là Pancuran Pitu, và tắm trong nước, tự chữa trị cho mình.
Khu vực Pancuran, tính đến  năm 2003, được quản lý bởi công ty quốc doanh Perhutani.

## Mô tả

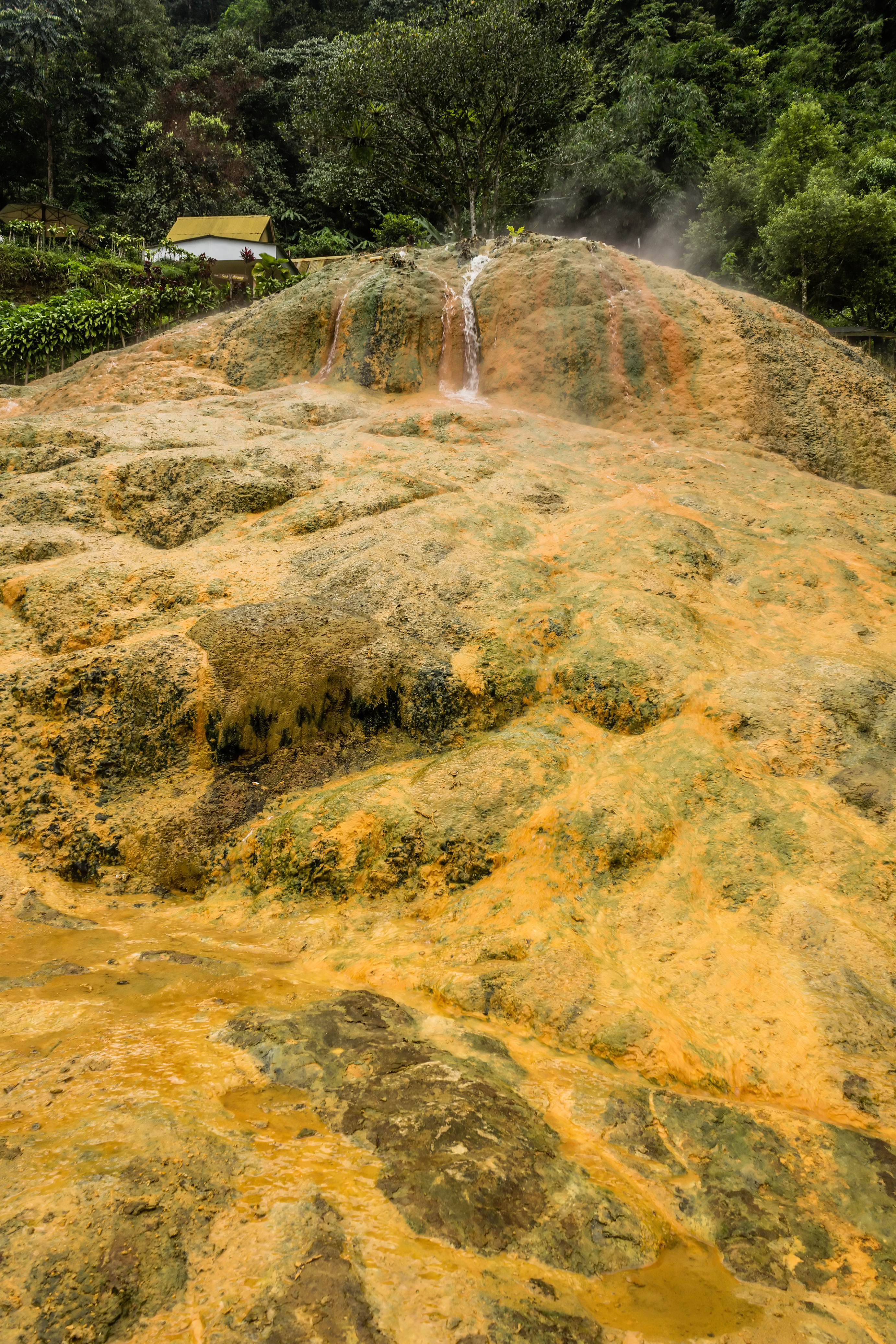
Trầm tích khoáng sản từ Pancuran Tujuh

Pancuran Tujuh, theo gợi ý của tên, bao gồm bảy suối tự nhiên giải phóng nước ở nhiệt độ 70–90 °C (158–194 °F). Nước rơi từ độ cao khoảng 1 mét (3 ft 3 in) từ chỗ phun ra. Một nghiên cứu năm 2003 cho thấy suối có dòng chảy ổn định, trung bình 1324.5 m3 một ngày.
Các vùng nước chứa lưu huỳnh và các khoáng chất khác, với hàm lượng lưu huỳnh đo được 230,8 phần triệu. Do đó, các vùng nước được coi là có đặc tính chữa bệnh của người dân địa phương và các lò xo được sử dụng để điều trị các tình trạng da và thấp khớp. Nước lưu huỳnh của Pancuran Tujuh đổ xuống dốc, và qua nhiều thế kỷ đã để lại một mỏ khoáng sản.
Nước từ Pancuran Tujuh cũng bơi trong các hang động gần đó. Những người này bao gồm Sarabadak, nơi Mbah Atas Angin và những người theo ông được tổ chức để sinh sống, cũng như Kembar, Selirang và Sri Warna. Sarabadak phục vụ như một  petilasan  (tượng đài) cho Mbah Atas Angin, với lối vào nằm bên cạnh suối. Đường đến Pancuran Tujuh nhìn ra Purwokerto gần đó, với các thành phố Purbalingga và Cilacap có thể nhìn thấy vào những ngày trời quang.
Du khách đến Pancuran Tujuh có thể được mát-xa bằng cách sử dụng nước lưu huỳnh từ mùa xuân. Người dân địa phương cũng bán lưu huỳnh dạng bột, để sử dụng trong trang điểm hoặc chăm sóc da. Nước từ suối cũng được bán, và có phục vụ nước uống và thức ăn.